# 織田夢海
織田 夢海（おだ ゆめか、2006年〈平成18年〉10月30日 - ）は、日本のスケートボーダー。愛知県出身。2023年世界選手権金メダリストN高等学校在学中。

## 経歴・人物
7歳のとき、叔父の勧めでスノーボードのオフトレーニングとしてスケートボードを始める。街中の手すりや障害物を模したコースで演技を行う「ストリート」種目の選手。
2023年4月21日付で西矢椛と共にサンリオと所属選手契約を締結。同社初の所属スポーツ選手となった。同年12月、日本初開催となったスケートボードストリート世界選手権で、初優勝を飾る。

## 戦績

### 2018年
- 第2回 日本スケートボード選手権大会 - 2位[6]
- EXPOSURE 2018 AM14&UNDER STREET - 優勝

### 2019年
- JAPAN OPEN STREET CONTEST - 3位
- JRSF第3回JAPAN CHAMPIONSHIPS - 3位
- DEW TOUR LONG BEACH - 5位
- XGAMES MINNEAPOLIS - 6位
- SLS WORLD TOUR IN LONDN - 9位
- SLS WORLD TOUR IN LOS ANGELES - 8位
- SLS WORLD CHAMPIONSHIPS SAOPAULO - 8位

### 2020年
- TAMPA PRO AMERICA FLORIDA WOMEN’S OPEN - 2位

### 2022年
- X- GAMES @CHIBA - 4位
- YOKOHAMA URBAN SPORTS FESTIVAL2022 - 優勝[7]
- ストリート・スケートボード・ローマ2022 - 3位[8]
- 2022年 X games Southern California スケートボード・ストリート女子 - 3位[9][10]
- CHIMERA A-SIDE（キメラAサイド）スケートボード・ストリート女子 - 優勝[11]

### 2023年
- マイナビ日本選手権 - 優勝[12]
- スケートボード・ストリート世界選手権 - 優勝[13]
- 杭州アジア大会 - 4位

### 2024年
- ワールドスケートゲームズ2024 - 棄権
- 日本選手権 - 優勝[14]